# Свилорепи цврчић
Свилорепи цврчић (лат. Cettia cetti) је мала, смеђа грмуша која се гнезди у јужној и централној Европи, северозападној Африци и источном Палеарктику све до Авганистана и северозападног Пакистана. Полови су слични. Птица је добила име по италијанском зоологу из 18. века, Франческо Четију. Ову врсту је веома тешко видети због њених навика скривања.

## Таксономија
Свилорепог цврчића је 1820. године описао холандски зоолог Конрад Јакоб Теминк на основу примерака које је сакупио Алберто дела Мармора на Сардинији. Конрад Јакоб Теминк је сковао биномно име Sylvia cetti. Специфични епитет cetti је изабран у знак сећања на италијанског зоолога Франческа Четија. Свилорепи цврчић се сада сврстава у род Cettia који је 1834. године успоставио француски орнитолог Шарл Лусијен Бонапарта, а свилорепи цврчић је типска врста.
Препознају се три подврсте:
- Cettia cetti cetti (Temminck, 1820) - западна Европа до Грчке и Балкана, северозападна Африка
- Cettia cetti orientalis (Tristram, 1867) – од Турске до Ирана и Авганистана
- Cettia cetti albiventris (Severtsov, 1873) – Казахстан и Туркменистан до северозападне Кине и северног Авганистана

## Опис
Свилорепи цврчић је стара отприлике 13-14 цм дугачка од кљуна до репа. Мужјак тежи 15 г и женка 12 г. Свилорепи цврчић има заобљену главу са уском бледосивом пругом која се надвија над упадљивим црним очима и кратка, заобљена крила. Горњи део тела је богате кестењасте или тамноцрвенкасто-смеђе боје; грло и груди су бледо сиви. Реп је дужи и шири него код многих других грмуша. Полови имају слично перје, али мужјаци су 26% до 32% тежи од женки са дужином крила од 11,2% до 13%. Мужјак има крило дуже од 60 мм; женка има крило краће од 55 мм. Свилорепом цврчићу се може одредити старост  по перју; младунци изгледају слично одраслима, али имају свеже перје и две тамне или тамносиве мрље на језику. ЦСвилорепи цврчић је необична међу птицама певачицама по томе што има десет репних пера уместо уобичајених дванаест.
Свилорепи цврчић сигнализира своје присуство гласном песмом.  Њихова песма је препознатљива, долази у гласним налетима и има јединствену структуру која омогућава птицама да избегну парење са другим врстама.

## Распрострањеност и станиште
Свилорепи цврчић обично насељава влажна подручја, укључујући баре, језера, мочваре и реке. Као и вечина грмуша, свилорепи цврчић је инсектојд.
Број свилорепих цврчића је знатно порастао широм Европе од 1990. године. Тренутна популација свилорепих цврчића у Европи процењује се на око 600.000-1.600.000 гнездећих парова. Познато је да су популације у Италији и Турској стабилне или у порасту. Изузетак од општег позитивног европског тренда популације је Грчка, где је популација благо смањена између 1990. и 2000. године. Међутим, генерално, свилорепи цврчић се оцењује од стране Међународне уније за заштиту природе (IUCN) као најмање угрожени таксон. Свилорепи цврчић је први пут забележен у Уједињеном Краљевству 1961. године. Популација свилорепих цврчића у Великој Британији је пала за више од трећине између 1984. и 1986. године након јаке зиме, али се након тога брзо опоравила. Популације настављају да расту; До 2016. године било је преко 3.400 територијалних мужјака, распоређених широм већег дела Енглеске и Велса, са првим гнежђењем у Шкотској 2023. године. Први пут је забележен у Ирској 2013. године, са првим гнежђењем 2022. године.

## Понашање

### Гнежђење
Током лета, мужјаци проводе већину времена успостављајући своје територије. Док то раде, проводе мало времена бринући се о јајима или младунцима. Након тога, мужјаци обично привлаче више од једне женке на своју територију. Њихова песма игра важну улогу у току сезоне гнежђења.
У Европи је главни период за полагање јаја од средине до краја јуна. Гнездо се поставља у густој вегетацији, обично на око 35-45 цм изнад земље. Неуредно гнездо у облику шоље направљено је од лишћа и стабљика и обложено је перјем, длаком и другим финијим материјалом. У потпуности га гради женка. Јаја се полажу рано ујутро у дневним интервалима и кестењасто су црвене боје. Гнездо се састоји од 4 до 5 јаја која мере приближно 18,0 мм x 13,9 mm. Женка инкубира јаја када је легло потпуно, а излегу се након 16 до 17 дана. Младунце углавном храни женка. Младунци добијају комплетно перје након 14 до 16 дана, али родитељи настављају да их хране још најмање 15 дана. Младунци постају независни са 30 дана. У Европи, свилорепи цврчићи обично имају два легла годишње. Прво гнежђење је када напуне годину дана.

### Храњење
Свилорепи цврчић лови зглавкаре као што су мали инсекти меког тела и ларве. Свилорепи цврчићи преферирају ситне инсекте јер их могу брже сварити.